# Frédéric de Kerchove
Frédéric Marie de Kerchove, ook De Kerchove-De Naeyer, (Gent, 29 mei 1805 - Bellem, 28 september 1880) was een Belgisch senator.

## Biografie

### Familie
Frédéric de Kerchove was een zoon van generaal-majoor François de Kerchove (1774-1847) en Rosalie van Pottelsberghe de la Potterie (1778-1842). Hij was een kleinzoon van Jerôme-François de Kerchove. Hij trouwde in 1837 in Gent met Élise de Naeyer (1812-1898), kleindochter van Jacob Lieven van Caneghem.
De Gentse familie de Kerchove kreeg zijn eerste adelbrieven in 1640. Na de afschaffing van de adel in 1795, vonden verschillende leden van deze notabele familie het niet nodig om de voorgeschreven adelserkenning aan te vragen, noch onder het Verenigd Koninkrijk der Nederlanden, noch onder het Koninkrijk België, nodig om opnieuw de adellijke status te verwerven. Dit was het geval voor François en Frédéric de Kerchove. Pas in 1884 verkreeg Eugène de Kerchove d'Exaerde (1844-1931), zoon van Frédéric, adelserkenning. Eugène was burgemeester van Bellem, provincieraadslid van Oost-Vlaanderen en senator.
Andere kinderen in het gezin de Kerchove-de Naeyer waren:
- Alice de Kerchove (1838-1877), trouwde in 1860 in Gent met baron Albert d'Udekem d'Acoz (1828-1900). Ze kregen zes zoons en vier dochters, met afstammelingen tot heden. Ze waren de betovergrootouders van koningin Mathilde.
- Paul de Kerchove (1840-1877), provincieraadslid van Oost-Vlaanderen, trouwde in 1870 in Antwerpen met Pharaïlde de Pret Roose de Calesberg (1850-1933), zus van graaf Gaston de Pret Roose de Calesberg, burgemeester van Schoten en senator. Het huwelijk bleef kinderloos.
- Lucie de Kerchove (1842-1880), trouwde in 1866 in Gent met Edgard de Kerchove d'Ousselghem (1846-1926), burgemeester van Bellem en Landegem, provincieraadslid van Oost-Vlaanderen en senator. Ze kregen twee zoons, met afstammelingen tot heden. Na haar overlijden hertrouwde hij met Pharaïlde de Pret Roose de Calesberg, weduwe van haar broer.
- Robert de Kerchove (1846-1942), stichter en eerste abt van de Abdij van Keizersberg.
- Valentine de Kerchove (1850-1936), trouwde in 1872 in Bellem met haar neef, baron Raymond de Kerchove d'Exaerde (1847-1932), burgemeester van Woubrechtegem en provincieraadslid en gouverneur van Oost-Vlaanderen. Ze kregen drie zoons en vier dochters, met afstammelingen tot heden.

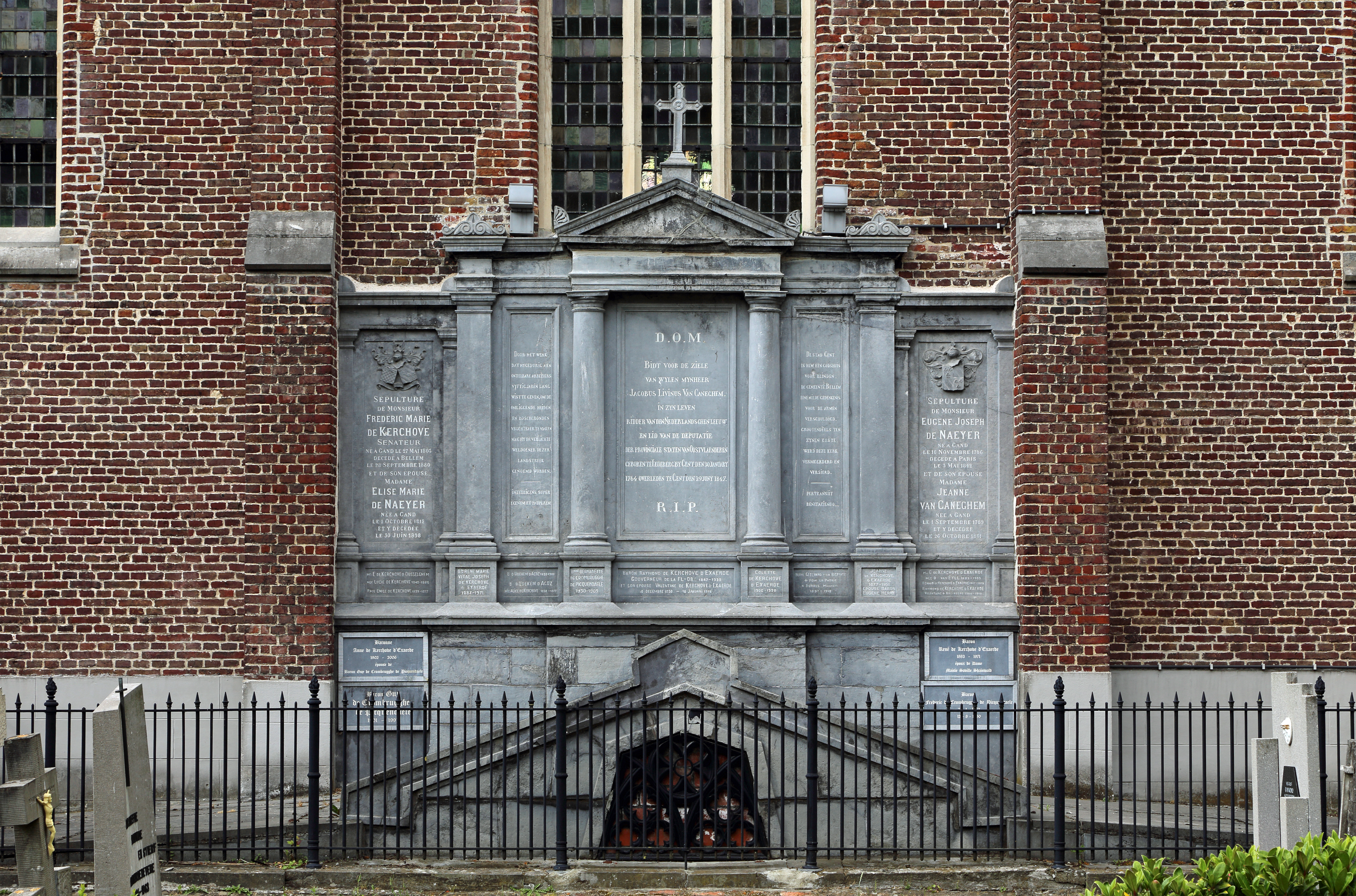
Familiegraf Van Caneghem-de Nyer-De Kerchove d'Exaerde aan de Onze-Lieve-Vrouw-Geboortekerk in Bellem

Hij was een schoonbroer van graaf Henri t'Kint de Roodenbeke, diplomaat, volksvertegenwoordiger, voorzitter van de Senaat en minister van Staat.

### Loopbaan
De Kerchove promoveerde tot doctor in de rechten aan de Rijksuniversiteit Gent (1828). Hij woonde hoofdzakelijk in Bellem op het kasteeldomein van familie De Naeyer en was er 1863 tot 1878 gemeenteraadslid. 
In 1874 werd hij verkozen tot katholiek senator voor het arrondissement Gent en bleef het mandaat uitoefenen tot in 1880.